# 孙思楠

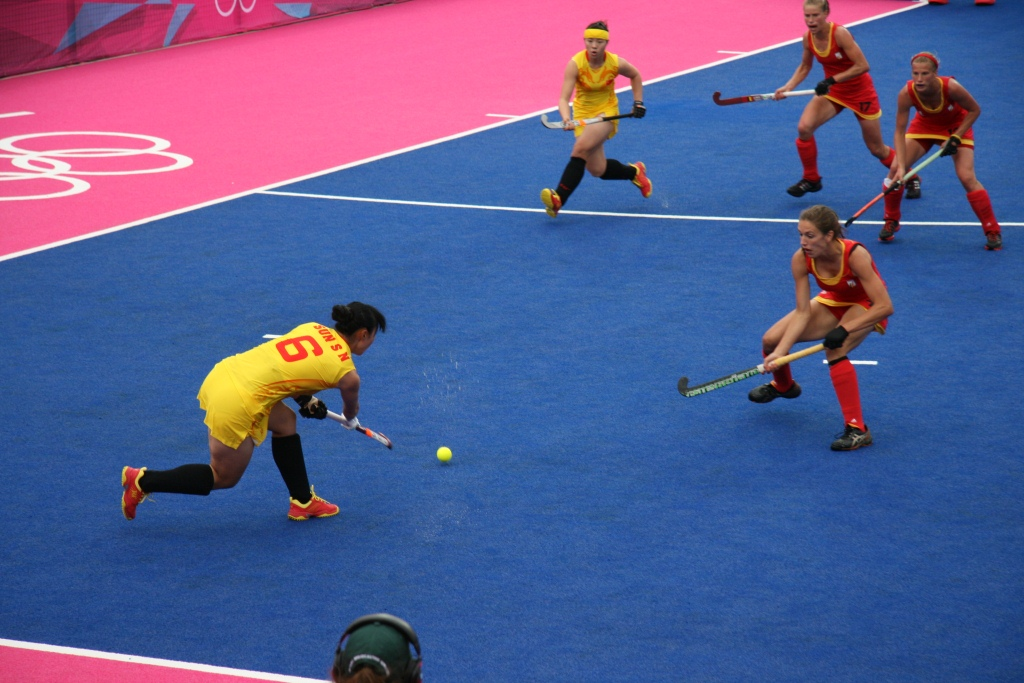
孙思楠（6號）正與比利時隊進行比賽

孙思楠（1988年10月2日—），辽宁营口人，中国女子曲棍球運動員，亦為中国国家女子曲棍球队成員。

## 簡歷
1999年，孙思楠在营口市西市区清华小学就讀時入选了营口市曲棍球队，至2000年被输送到辽宁省曲棍球队，2005年入选中国国家女子曲棍球队。
2010年11月，孙思楠代表中國出戰廣州亞運會，參加曲棍球比賽，奪得金牌。